# Илтоза
Илтоза (груз. ილტოზა) — село в Грузии, в муниципалитете Душети края Мцхета-Мтианети. 

## География
Село расположено в северной части края, в 22 километрах по прямой к юго-западу от центра муниципалитета Душети. Высота центра — 850 метров над уровнем моря.

## Население
По данным переписи населения 2014 года, в селе проживало 114 человек.
| Год  | Население | Мужчины | Женщины |
| ---- | --------- | ------- | ------- |
| 2002 | 167       | 80      | 87      |
| 2014 | 114       | 51      | 63      |